# Émile Armand
Émile Armand, seudónimo de Ernest-Lucien Juin (26 de marzo de 1872-19 de febrero de 1962) fue un influyente escritor y activista anarquista individualista francés, propagandista del amor libre/poliamor y anarco-pacifista. Escribió para revistas anarquistas como L’Ère nouvelle, L'anarchie, L'EnDehors y L'Unique. Su pensamiento esta principalmente influido por intelectuales como Max Stirner, Benjamin Tucker, Charles Fourier, Friedrich Nietzsche y el Trascendentalismo americano.

## Biografía
Ernest-Lucien Juin Armand nace el 26 de marzo de 1872. Fue el hijo de un militante anticlerical que participó en la Comuna de París. En un principio Emile abraza el cristianismo, aunque cerca de una interpretación del Cristo Revolucionario similar a la de Tolstoi. Alrededor de 1895-1896, descubre el anarquismo a través de la revista Les Temps nouveaux, editada por Jean Grave. Después comienza a escribir artículos bajo el seudónimo de "Junius" en la revista Le Libertaire de Sébastien Faure. 
Posteriormente Armand colaboró con otras revistas anarquistas y pacifistas como La Misère, L'Universel y le Cri de révolte. En 1901 establece con Marie Kugel (su compañera hasta 1906), el periódico L'Ère nouvelle el cual inicialmente se adhiere al anarquismo cristiano para después tomar la bandera del anarcocomunismo y en 1911 finalmente se adhiere al anarquismo individualista. Fundó la "Ligue Antimilitariste" en 1902 con Albert Libertad y George Mathias Paraf-Javal, otros anarcoindividualistas.  Busca aplicar esta postura ideológica en espacios de experimentación social, eventos y comunas que los grupos anarquistas de ese entonces llamaban milieux libres (espacios libres).
Desde 1902 Armand escribe en Causeries populaires y en 1905 comienza a colaborar en el periódico L'anarchie. El activismo anarquista, pacifista y antimilitarista hace que Armand en este periodo sea encarcelado algunas veces. En 1908 publicó el libro Qu'est-ce qu'un anarchiste. En 1911 se casó con Denise Rougeault quien lo ayudó financieramente y con esto logró dedicarse enteramente a su activismo. Desde 1922 publicó la revista L'EnDehors la cual duró alrededor de 17 años. En este tiempo escribió Poésies composées en prison, l'Initiation individualiste anarchiste (1923) & La révolution sexuelle et la camaraderie amoureuse (1934). En 1931 pública "Formas de vida comunal sin estado y autoridad. Experiencias económicas y sexuales en la historia" en el cual presenta comunidades intencionales de diferentes épocas. En este argumenta que estos experimentos eran formas de resistencia y propaganda por el hecho sobre la posibilidad de vivir en forma diferente dentro de una perspectiva de grupos de afinidad.
En este tiempo, su pensamiento era ya muy influyente en círculos anarquistas españoles a través de la propaganda de anarquistas individualistas españoles como José Elizalde (su principal traductor al español) y su grupo "Sol y vida" y la prensa anarcoindividualista española como La Revista Blanca, Ética y Iniciales de Barcelona. Iniciales especialmente tiene una fuerte influencia del pensamiento de Armand. En el debate sobre los lenguajes construidos toma partido por el ido sobre el esperanto. 
Fallece el 19 de febrero en 1963 en Rouen.

## El anarquismo individualista de Emile Armand
A Armand le gustaba enfatizar la diferencia que su anarquismo individualista tenía con las corrientes más sociales. Así, rechazaba la llamada a la revolución habitual en otras escuelas anarquistas. Argumentaba que el esperar por la revolución significaba el esperar que las masas se conciencien y tengan la voluntad y así se terminaba postergando la experiencia individual de la libertad hasta que ese evento llegase. En vez de eso, el llamaba a vivir bajo las condiciones y formas propias deseadas en el presente, rebelándose contra el condicionamiento social en la vida cotidiana y por medio del vivir con aquellos que se tiene una afinidad grupal a uno en acuerdo con los valores y los deseos que se comparte. Afirma que el anarquista individualista es un "presentista" y que "el no podría, sin mal razonamiento o uno ilógico, pensar en el sacrificar su ser, hasta la venida de un estado de cosas que el no disfrutaría inmediatamente".
De la influencia de Max Stirner abraza la negación egoísta de las convenciones sociales, dogmas y acuerdo, para vivir de acuerdo con las formas propias y los deseos propios en la vida cotidiana, en tanto enfatizaba que el anarquismo era una forma de vida y de práctica. En tanto manifiesta "Así el anarquista individualista tiende a reproducirse a sí mismo, a perpetuar su espíritu para que otros individuos que comparten sus puntos de vista y que harían posible un estado de cosas en el cual el autoritarismo ha sido eliminado. Este es su deseo, esta voluntad, no solo de vivir, pero también de reproducirse a uno mismo" que llamará "actividad".
Su punto de vista sobre la sociedad contemporánea puede resumirse en la siguiente forma: "Las clases dominantes, a través de la intermediación del estado, asegura que solo sus puntos de vista sobre la cultura, la moralidad, y las condiciones sociales, son permitidas que penetren en las masas. Estas construyen sus propios puntos de vista en la forma de dogmas civiles, los cuales ninguna persona puede violar bajo la pena de dolor o castigo, tal como era en tiempos anteriores, durante el dominio de la Iglesia, estas eran castigos severos por criticar dogmas religiosos". Llama al estado "la forma laica de la Iglesia" y afirma que tanto el estado como la iglesia intentan "formar no seres libres sino creyentes verdaderos o ciudadanos perfectos. En otras palabras esclavos al dogma o la ley. El anarquista replica que cuando la solidaridad es impuesta desde afuera no sirve para nada; que cuando el contrato es puesto en práctica ya no hay cuestión alguna sobre derechos o deberes; que cuando la coerción lo expulsa de las ataduras a la llamada sociedad cuyos ejecutivos solo conoce en la forma de administradores, legisladores, jueces y policías; que el solo apoya la solidaridad de sus relaciones cotidianas. La solidaridad ficticia e impuesta es solidaridad sin valor".
Desde una perspectiva individualista Armand mira que los encuentros y las asociaciones de afinidad deberían ser escogidas y entabladas libremente con la posibilidad de interrumpirlas en cualquier momento que una de las partes lo desee. Armand aplica esta regla a la amistad, el amor, los encuentros sexuales y las transacciones económicas. Adhiere a una ética de la reciprocidad y mira que las posibilidades de autorrealización son potenciadas por medio del ver las asociaciones libres con otros. En si mira que esta es la principal razón de la propaganda anarquista. Los puntos de vista de Armand "sobre la libertad en asuntos sexuales provienen de las ideas de Charles Fourier y su "teoría de los cuatro movimientos"... Fourier explica que los humanos tienen que seguir los patrones de un universo marcadamente sexual el cual siempre se mueve en armonía, proponiendo una nueva organización del mundo amoroso en el cual todos serían capaces de expresar su individualidad en la pluralidad de encuentros, lo cual permitiría toda forma de amor, incentivando cualquier tipo imaginable de asociaciones."
Un individualismo hedonista es defendido cuando manifiesta que "Fourier lo veía claramente cuando lanzó su majestuosamente verdadera expresión de la "utilización de las pasiones". Un ser razonable utiliza; solo lo sin sentido suprime y mutila. "Utilizar las pasiones propias" si, pero en beneficio de quién? En beneficio de uno mismo, para hacer el ser de uno en alguna forma "más vivo", o, más abierto a las múltiples sensaciones que la vida ofrece. La felicidad de vivir" La vida es bella para quien va más allá de los límites de la existencia convencional, para quien evade el infierno del industrialismo y del mercantilismo, o a quien rechaza la pestilencia de los callejones y tabernas. La vida es bella para quien la construye sin darle importancia a las restricciones de la respetabilidad, del miedo de "lo que vendrá" o de los chismes...Nuestro individualismo no es un individualismo del panteón, un individualismo de tristeza y sombras, un individualismo de dolor y sufrimiento. Nuestro individualismo es un creador de felicidad, en nosotros y fuera de nosotros. Queremos encontrar la felicidad donde se posible, gracias a nuestro potencial de buscadores, descubridores, realizadores.".
De esto una lógica hedonista se establece y así Armand no "clasifica a los placeres como superiores o inferiores, malos o buenos, útiles o dañinos, favorables o inconvenientes. Los que me hacen amar a la vida mas son más útiles. Los que me hacen odiarla o despreciarla son dañinos. Favorables son los disfrutes que me hacen sentir como si estuviera viviendo mas plenamente, desfavorables son los que contribuyen al encogimiento de mi sentimiento de sentirme vivo. Me siento como esclavo en tanto consienta el que otros juzguen mis pasiones. No debido a que no sea apasionado, sino debido a que quiera encarnar mis pasiones y apasionar mi carne.".
En economía aunque acepta una lógica pluralista, Armand es tanto anticapitalista como anticomunista. La propuesta del anarcoindividualismo para Armand es que el "individuo posea sus propias herramientas y su producto", y acepta la asociación económica pero con la posibilidad de que el individuo pueda recuperar sus propias herramientas en caso de ruptura del contrato de asociación. Armand favorece la idea de la competencia como forma de motivar a los individuos pero rechaza su interpretación burguesa. Además afirma que el anarquista individualista "dentro de si se mantiene refractario-fatalmente refractario-moralmente, intelectualmente, económicamente (La economía capitalista y la economía dirigida, los especuladores...son igualmente repugnantes para el).
En materia pedagógica mantuvo una posición contraria al concepto mismo de Educación, prefiriendo la idea de Iniciación dado que consideraba que el aprendizaje se desprende de la propia experiencia de vivir, y que su estructuración comporta una relación de dominio o poder entre los individuos involucrados.

## Pensamiento y práctica sobre el amor libre
Armand abogaba por el amor libre y el naturismo, y proveyó una concepción que llamó "la camaradería amorosa". Escribió muchos artículos de propaganda sobre estos temas como "De la liberté sexuelle" (1907) en el cual apoyaba no solo un vago concepto de amor libre sino parejas múltiples en lo que llamó "amor plural".
Tomó la oportunidad de establecer estos postulado apoyando una sexualidad revolucionaria que era diferente de las visiones tradicionales sobre el amor libre. Dijo que desde la posición anarquista individualista nada era censurable sobre el tener sexo, inclusive si uno no tiene "sentimientos fuertes por la pareja" de ese momento. La tesis de la camaradería amorosa implica un libre contrato de asociación (que puede ser anulado sin aviso, después de acuerdo mutuo), alcanzado entre anarquistas individualistas de diferentes géneros, respetando unas normas de higiene sexual, con el objetivo de proteger a la otra parte del contrato de ciertos riesgos de la experiencia amorosa, como el rechazo, la ruptura, el exclusivismo, la posesividad, la unicidad, la coquetería, los caprichos, la indiferencia, el no tomar en cuenta a otros, y la prostitición". También publicó Le Combat contre la jalousie et le sexualisme révolutionnaire (1926), seguido después por Ce que nous entendons par liberté de l’amour (1928), La Camaraderie amoureuse ou “chiennerie sexuelle” (1930), y finalmente La Révolution sexuelle et la camaraderie amoureuse (1934), un libro de 350 páginas con la mayoría de sus escritos sobre la sexualidad.
En un texto de 1937, menciona dentro de los objetivos individualistas la práctica de formar asociaciones voluntarias solamente para propósitos sexuales de naturaleza heterosexual, homosexual, o bisexual o una combinación de todo o algo de esto. También apoyó el derecho de los individuos a cambiar de sexo y estableció su voluntad de rehabilitar los placeres prohibidos y la sodomía. Esto le hizo estudiar con mayor detalle a los que denominó como "los no conformistas sexuales", mientras excluía la violencia física de las prácticas sexuales. Su militancia incluyó el traducir textos de intelectuales del amor libre como Alexandra Kollontai y Wilhelm Reich.
El prestigio de Emile Armand sobre el tema del amor libre dentro del anarquismo internacional era tal que motivó a la joven anarquista argentina América Scarfó a pedir el consejo de Armand sobre cómo enfrentarse los problemas alrededor de su relación con el famoso anarquista italiano Severino Di Giovanni. Di Giovanni estaba todavía casado cuando esta relación ya había empezado. La carta fue publicada por Armand en "L’en dehors" el 20 de enero de 1929 bajo el título "Una experiencia", junto con la respuesta de Emile Armand. Armand respondió a Scarfó: "Camarada: mi opinión cuenta poco en este tema sobre el que me preguntas. ¿Estás tú o no íntimamente de acuerdo con tu concesión personal de la vida anarquista? Si lo estás, entonces ignora los comentarios e insultos de otros y sigue persiguiendo tu propio camino. Nadie tiene el derecho de juzgar tu forma de conducirte a ti misma, inclusive en el caso de que la esposa de tu amigo sea hostil a esta relación. Toda mujer unida a un anarquista (o viceversa), sabe muy bien que ella no debe implementar en él, o aceptar de él, dominación de ningún tipo"

## Escritos
- L’idéal libertaire et sa réalisation., 1904.
- De la liberté sexuelle, 1907.
- Mon athéisme, 1908.
- Qu'est-ce qu'un anarchiste? Thèses et opinions, París, Éditions de l'anarchie, 1908, 179 p.
- Le Malthusianisme, le néo-malthusianisme et le point de vue individualiste, 1910.
- La Procréation volontaire au point de vue individualiste, 1910.
- Est-ce cela que vous appelez « vivre?», 1910.
- Les Ouvriers, les syndicats et les anarchistes, 1910.
- Mon point de vue de « l’anarchisme individualiste», 1911.
- La Vie comme expérience, 1916.
- Les besoins factices, les stimulants et les individualistes, 1917.
- Le plus grand danger de l’après-guerre, 1917.
- Lettre ouverte aux travailleurs des champs, 1919.a
- L’illégalisme anarchiste. Le mécanisme judiciaire et le point de vue individualiste, 1923.
- L’illégaliste anarchiste est-il notre camarade?, 1923.
- L’Initiation individualiste anarchiste, 1923.
- Entretien sur la liberté de l’amour, 1924.
- L’ABC de « nos» revendications individualistes anarchistes, 1924.
- Liberté sexuelle, 1925.
- Amour libre et liberté sexuelle, 1925.
- La révolution sexuelle et la camaraderie amoureuse, 1934.

## Obras en castellano
- Émile Armand, El anarquismo individualista. Lo que es, puede y vale, Pepitas de Calabaza, Logroño, 2011 (Tercera edición) ISBN 978-84-936367-6-0
- Émile Armand, La camaradería amorosa y otros escritos, Irrecuperables, La Rabia Editorial, 2021.